# Dipsadoboa shrevei
Dipsadoboa shrevei — вид змій родини полозових (Colubridae). Мешкає в Центральній Африці. Вид названий на честь американського герпетолога Бенджаміна Шріва.

## Поширення і екологія
Dipsadoboa shrevei мешкають в Анголі і Замбії, на півдні і заході Демократичній Республіці Конго, а також на плато Рондо на південному сході Танзанії. Вони живуть у вологих саванах, в рідколіссях і галерейних лісах. Ведуть нічний, деревний спосіб життя. Живляться хамелеонами, відкладають яйця.